# 300P/Catalina
300P/Catalina, indicata anche come cometa Catalina 3, è una cometa periodica del Sistema solare appartenente alla famiglia delle comete gioviane, è stata scoperta il 6 maggio 2005 nell'ambito del progetto di ricerca di comete ed asteroidi denominato Catalina Sky Survey.
Questa cometa ha attirato l'attenzione degli astronomi in quanto era stato calcolato che avesse la probabilità di 1/300.000 di colpire la Terra l'11 giugno 2085 sprigionando nella collisione un'energia pari a 6 miliardi di tonnellate di TNT. Osservazioni e calcoli successivi hanno escluso questa possibilità. La piccola distanza MOID ha fatto ipotizzare che la cometa possa dar origine ad uno sciame meteorico: questo sciame, ancora da confermare, sarebbe visibile dal 14 al 24 giugno con il radiante a circa 1° dalla stella Psi Scorpii.
La cometa, tornata al perielio il 29 dicembre 2009, era mal posizionata rispetto al Sole e non è stata riosservata; mentre è stata riosservata al successivo al perielio a fine maggio 2014, fatto che ha permesso di numerarla. In seguito sono state scoperte immagini del febbraio 2010.